# Kieler Bach
Der Kieler Bach ist ein Bach im Nationalpark Jasmund auf der Insel Rügen in Mecklenburg-Vorpommern.
Seine Quelle ist in der Stubnitz, einem Waldgebiet auf Rügen, und er mündet in die Ostsee. An seiner Mündung befindet sich ein ungefähr vier Meter hoher Wasserfall vom Hochufer auf den durch Feuersteine geprägten Strand. Die Erneuerung einer neben dem Wasserfall befindlichen Treppe wurde 2013 beendet.